# Miraculos: Buburuza și Motan Noir - Filmul
Miraculos: Buburuza și Motan Noir - Filmul este un film de animație bazat pe Miraculos: Buburuza și Motan Noir. Acesta a fost lansat în anul 2023.

## Producție
Filmul a fost dezvăluit pentru prima oară de Jeremy Zag în cadrul panoului "Miraculous" de la Comicon Istanbul, pe 29 septembrie 2018. Intriga sa va fi un amestec între originea universului și încheierea sezonului 5. Finalizarea sezoanelor 4 și 5 a fost prioritară în studio.
Pe 6 decembrie 2018, în timpul concursului Miraculous de la Comic Con Experience, Jeremy Zag a dezvăluit că filmul va fi muzical și va cuprinde muzică compusă de el.